# Maria Firmina dos Reis
Maria Firmina dos Reis (São Luís, 11 de octubre de 1825 - Guimarães, 11 de noviembre de 1917) fue una educadora y escritora abolicionista por la esclavitud brasileña, considerada la primera novelista del país. En 1880 fundó la primera escuela mixta y gratuita del Estado de Maranhão.

## Vida y obra
Hija ilegítima, Maria Firmina dos Reis a los cinco años se trasladó de su ciudad natal a Viamäo, en el Estado de Río Grande do Sul, donde vivía su tía materna que tenía una buena posición económica y la acogió haciéndose cargo de ella. En cuanto que mulata e hija ilegítima, Dos Reis tuvo difícil acceso a la educación pública. No obstante, y aun a pesar de las dificultades, en 1847 y con 22 años de edad, se graduó como maestra y obtuvo una plaza en la Cátedra de Educación Primaria. Esto le permitió ejercer el magisterio en la localidad de São José de Guimarães, en el Estado de Maranhão, donde vivió hasta el final de sus días y donde se dedicó a la enseñanza desde 1847 hasta 1881.
Durante este tiempo, compaginó la docencia con la escritura, colaborando en revistas literarias en las que publicó cuentos y poemas. En 1859 vio la luz su primer libro titulado Úrsula, y lo hizo bajo el pseudónimo de Una Maranhense, ya que en la sociedad esclavista y patriarcal de entonces, una mujer y, además, mulata tenía muy difícil ser aceptada como autora. Úrsula es una novela romántica, pero que contiene una importante carga política y social, de denuncia de la esclavitud desde el punto de vista de quienes la padecen.

Su obra forma parte de un estudio sobre la narrativa femenina del diecinueve en Latinoamérica, en donde se le dedica una capítulo titulado El melodrama romántico: La crítica al sistema patriarcal en Úrsula de María Firmina dos Reís. Aquí se señala que, a pesar de que el contenido de este libro es de “importancia histórica”, la obra fue olvidada por generaciones. Así mismo se afirma que Úrsula es:
“una de las primeras novelas en abordar el tema y también la primera de la autora, quien, no solo es la primera novelista documentada del Brasil sino la primera mujer en atreverse a hacer públicas sus ideas sobre la esclavitud”.
La novela fue un éxito que consagró a Dos Reis como escritora. Posteriormente publicó un libro de poemas, tras el cual, en 1887 vio la luz su obra en el Semanario Maranhão El esclavo, en plena campaña abolicionista.
Maria Firmina dos Reis murió en 1917, a los 92 años, pobre, ciega y olvidada. Muchos años después, en 1975, el escritor e investigador José Nascimento Morais Hijo descubrió su obra en el Semanario Maranhão a partir de lo cual promovió la reedición en 1976 de su novela Úrsula y el libro de poemas Cantos por el mar, además de escribir  la primera biografía de la escritora bajo el título Maria Firmina: fragmentos de una vida en 1975. A partir de esta recuperación, su obra y su legado es objeto de estudio en universidades, alcanzando, también un reconocimiento más amplio que llega a amplias capas de la sociedad brasileña, como muestra el disco dedicado a su poesía de la intérprete Socorro Lira.
Maria Firmina do Reis desarrolló, asimismo, una faceta de compositora musical. Entre sus composiciones se encuentra la letra y la música del Himno de la liberación de los esclavos.
Sus escritos originales se ubican en la Biblioteca Pública Benedito Leite en São Luís do Maranhão así como en la Biblioteca Nacional del Brasil.

## Homenajes
En el año 2021, se anunció la próxima instalación de un cable submarino de fibra óptica que será construido por Google y que se extenderá desde la costa este de los Estados Unidos hasta Las Toninas, Argentina, con extensiones adicionales en Praia Grande, Brasil y Punta del Este, Uruguay. El cable se denominará FIRMINA en homenaje a la escritora brasileña y se suma a otros cables también denominados como personajes famosos, como DUNANT (homenaje a Henri Dunant), o Grace Hopper.